# Tentativa de suicídio
Tentativa de suicídio é a tentativa da pessoa em morrer por suicídio mas sobrevive. Pode ser chamada de "tentativa falha de suicídio" ou "tentativa de suicídio não fatal", mas os últimos termos estão sujeitos a debate entre os pesquisadores.

## Epidemiologia
Segundo a Organização Pan-Americana da Saúde, cerca de 800 mil pessoas morrem por suicídio todos os anos e para cada suicídio, há muito mais pessoas que tentam o suicídio a cada ano. Em todo o mundo, a disponibilidade e a qualidade dos dados sobre o suicídio e as tentativas de suicídio são baixas.

## Métodos
Alguns métodos de suicídio têm taxas mais altas de letalidade do que outros. O uso de armas de fogo resulta em morte 90% das vezes. Cortar o pulso tem uma taxa de letalidade muito menor, comparativamente. 75% de todas as tentativas de suicídio são por overdose de drogas, um método frequentemente frustrado por não ser letal ou usado em doses não letais. Essas pessoas sobrevivem 97% das vezes.

## Repetição
Uma tentativa de suicídio não fatal é o mais forte preditor clínico conhecido de eventual suicídio. O risco de suicídio entre pacientes que se machucam é centenas de vezes maior do que na população em geral. Costuma-se estimar que cerca de 10 a 15% dos tentadores acabam morrendo por suicídio. O risco de mortalidade é mais alto durante os primeiros meses e anos após a tentativa: quase 1% dos indivíduos que tentam suicídio conseguem terminar suas vidas se a tentativa for repetida dentro de um ano. Evidências meta-analíticas recentes sugerem que a associação entre tentativa de suicídio e morte suicida pode não ser tão forte quanto se pensava antes.

## Resultados
Embora a maioria sofra lesões que lhes permitem ser liberados após o tratamento, uma minoria significativa de pessoas — cerca de 116 000 — são hospitalizadas, das quais 110 000 acabam sendo dispensadas com vida. O tempo médio de internação é de 79 dias. Cerca de 89 000, 17% dessas pessoas, estão permanentemente incapacitadas, com restrições na capacidade de trabalhar.
Tentativas de suicídio também estão presentes em algumas subculturas. Nos últimos tempos, por exemplo, na subcultura emo. A pesquisa qualitativa mostrou que os entrevistados emo relataram "atitudes incluindo alta aceitação de comportamento suicida e automutilação". E concluiu: "A identificação com a subcultura emo juvenil é considerada um fator que fortalece a vulnerabilidade a comportamentos de risco".

## Criminalização
Historicamente, na igreja cristã, as pessoas que tentaram suicídio eram  excomungadas devido à natureza religiosamente polarizadora do tópico. Embora anteriormente punível criminalmente, a tentativa de suicídio não é crime na maioria dos países ocidentais.  Na maioria dos países islâmicos o suicídio continua sendo uma ofensa criminal.
No Brasil, não é crime tentar tirar a própria vida. A polícia apreende o suicida para protegê-lo de si mesmo; há três possibilidades de prisão relacionadas ao suicídio no Brasil: No ato de tentar se matar, às vezes a pessoa não só fracassa em sua tentativa, mas acaba matando ou ferindo outra pessoa, ou danificando propriedade alheia. Durante a tentativa, a pessoa pode responder pelo tumulto ou comoção que provocar, por exemplo, a Lei das Contravenções Penais pune quem “praticar qualquer ato capaz de produzir pânico ou tumulto” (art. 41): Por fim, instigar, auxiliar ou induzir alguém a cometer suicídio é crime, se a pessoa de fato tentar se matar.